# My Feelings for You
Singles de Avicii et Sebastien Drums
Seek Bromance
(2010) Fade into Darkness
(2011)
My Feeling for You est une chanson de Avicii et de Sebastien Drums. La version originale est une chanson de Cassius, un groupe français de musique house, sortie en 1999 sous le label Astralwerks samplant une partie du titre "All This Love That I'm Giving" de Gwen McCrae. Le nouveau remix est sorti en 2010 ; son énergie et son style modifié lui ont permis d'être diffusé dans les clubs en Europe. Le titre est inclus dans plusieurs compilations de Dance ainsi que de festivals. En Allemagne, le single atteint la 25e place des ventes.
Le clip vidéo est sorti le 15 octobre 2010 au Royaume-Uni et atteint la 26e place au UK Dance chart le 17 octobre 2010. 
Le single est sorti le 13 décembre 2010.

## Liste des pistes
- Téléchargement Digital

1. "My Feelings for You" - 3:05
2. "My Feelings for You" (Extended Mix) - 6:14

- UK Digital EP

1. "My Feelings for You" (UK Radio Edit) - 2:30
2. "My Feelings for You" (Original Mix) - 6:14
3. "My Feelings for You" (The Noise Remix) - 6:21
4. "My Feelings for You" (LMC Remix) - 5:52
5. "My Feelings for You" (Whelan & Di Scala Remix) - 6:48

- Digital EP (The Remixes)

1. "My Feelings for You" (The Prototypes Remix) - 5:02
2. "My Feelings for You" (Treasure Fingers Remix) - 5:39
3. "My Feelings for You" (Angger Dimas Breaks Re-Rub) - 3:33
4. "My Feelings for You" (Tom Geiss vs Mikael Weermets & John Wedel Remix) - 5:46
5. "My Feelings for You" (Nova Remix) - 5:56

## Classement par pays
| Classement (2010)               | Meilleure position |
| ------------------------------- | ------------------ |
| Allemagne (Media Control AG)    | 25                 |
| Autriche (Ö3 Austria Top 40)    | 34                 |
| Pays-Bas (Nederlandse Top 40)   | 24                 |
| Pays-Bas (Single Top 100)       | 51                 |
| Pologne (Dance Top 50)          | 24                 |
| Pologne (Classement clip vidéo) | 1                  |
| Suède (Sverigetopplistan)       | 37                 |
| Suisse (Schweizer Hitparade)    | 40                 |
| Royaume-Uni (UK Dance Chart)    | 4                  |
| Royaume-Uni (UK Indie Chart)    | 7                  |
| Royaume-Uni (UK Singles Chart)  | 46                 |

## Historique de sortie
| Pays                  | Date de sortie   | Format                                      |
| --------------------- | ---------------- | ------------------------------------------- |
| Allemagne             | été 2010         | CD Single Téléchargement digital            |
| Suède Pays-Bas Suisse | Septembre 2010   | Téléchargement digital Digital EP (Remixes) |
| Royaume-Uni           | 13 décembre 2010 | Digital EP Digital EP (Remixes)             |